# Staatsarchiv Treviso
Das Staatsarchiv Treviso (italienisch Archivio di Stato di Treviso) befindet sich in der Via Pietro di Dante, 11 südlich der Altstadt von Treviso im Nordosten Italiens. Direktorin ist Cinzia Rossi. Von 1990 bis 1998 leitete Francesca Cavazzana Romanelli das Haus.

## Bestände
Das 1969 als Staatsarchiv eröffnete Institut ist das Hauptarchiv der Provinz Treviso, einer der sieben Provinzen Venetiens. Es birgt die Archivalien der staatlichen Behörden der Provinz, ebenso wie die Bestände, die vor der italienischen Staatsgründung bzw. dem Anschluss Venetiens an den neuen Staat im Jahr 1866 entstanden sind. Neben den staatlichen Fonds stechen dabei diejenigen der aufgehobenen kirchlichen Einrichtungen, wie die der Klöster hervor, aber auch die der Scuole und der sonstigen Korporationen. Entsprechend der gesetzlichen Lage werden nach 100 Jahren auch die Bestände der Notarsarchive (archivi dei notai), die zunächst im Archivio notarile distrettuale untergebracht werden, ins Staatsarchiv verbracht. Schließlich befinden sich zahlreiche private Bestände, so von Unternehmen, Familien oder Einzelpersonen als geschlossene Fonds im Archiv.
Als Archiv wurde die Gründung der Einrichtung bereits am 2. Oktober 1958 beschlossen. Am 30. September 1963 wurde per Gesetz die Gründung eines Staatsarchivs vorgesehen, die 1969 erfolgte. Erster Direktor war Ferruccio Zago. Nun konnten auch die ältesten Bestände an den neuen Sitz transferiert werden.
Neben den älteren Beständen des Archivio notarile distrettuale kamen dem Haus auch die Bestände des kommunalen Archivs zu. Von dort kamen die Fonds der bereits unter Napoleon aufgehobenen geistlichen Einrichtungen, vor allem der Klöster (Corporazioni religiose soppresse. Monasteri e conventi, 45 Fonds), aber auch das Archivio dell’ospedale di S. Maria dei Battuti hinzu. Das Archivio civico antico, das alte Kommunalarchiv also, stellte dabei die wichtigsten Bestände, die die Zeit seit der venezianischen Epoche abdecken. In jüngster Zeit kamen weitere Bestände hinzu, wie die des Kinder-Neuropsychiaters Bruno Milani, oder die von Giovanni Netto, eines der besten Kenner der Geschichte Trevisos, aber auch das Archivio Carlo Scarpa. Eines der wertvollsten Stücke stellt ein Dokument Marco Polos von 1320 dar.
Dem Archiv ist eine eigene Bibliothek angeschlossen, die aus rund 9000 Bänden Fachliteratur und 230 Periodika besteht, von denen 90 stetig fortgeführt werden.